# 폴라리스엔터테인먼트
폴라리스 엔터테인먼트(영어: Polaris Entertainment Co., Ltd.)는 대한민국의 종합 엔터테인먼트 회사로, 방위 사업체인 (주)일광공영의 자회사이다.

## 현재 소속 연예인

### 배우
- 오윤아
- 정윤재

### 가수
- 한희준
- 이켠 (본명: 양상모)